# هومبرگ
شهر هومبرگ (به آلمانی: Homberg) در ایالت هسن در کشور آلمان واقع شده‌است.